# Oudey Jrid
Oudey Jrid è uno dei quattro comuni del dipartimento di Guerou, situato nella regione di Assaba in Mauritania. Contava 4.600 abitanti nel censimento della popolazione del 2000 e 4.795 nel 2013.